# Teodoro Sosa Monzón
Teodoro Claret Sosa Monzón (Gáldar, Las Palmas, 24 de octubre de 1975) es un ingeniero y político español, actualmente alcalde de la ciudad de Gáldar desde el 6 de julio de 2007 y Vicepresidente segundo del Cabildo Insular de Gran Canaria y consejero de Presidencia y Movilidad Sostenible. Preside el Bloque Nacionalista Rural.

## Trayectoria
Es Ingeniero Técnico de Obras Públicas en la especialidad de Construcciones Civiles por la Universidad de Las Palmas de Gran Canaria  y Graduado en Ingeniería Civil, por la  Universidad Católica San Antonio de Murcia. En su trayectoria profesional ha sido Jefe de Obras en las Empresas Constructoras “Ginés Navarro”, “ACS” y “Probisa”  desde 1997 y Jefe de Grupo de la Empresa Constructora “Joca”, de ámbito nacional desde 2004.
Es miembro fundador del partido político Bloque Nacionalista Rural (BNR) en Gáldar, creado en 1998. En el año 2003 concurre a las Elecciones Municipales, siendo elegido por primera vez concejal del Ayuntamiento de Gáldar y ostentando la delegación de Urbanismo, Vías y Obras.
En 2007 encabeza por primera vez la lista electoral del BNR-NC en las Elecciones Municipales y es proclamado alcalde, ostentando además de la Alcaldía de Gáldar las áreas de Seguridad Ciudadana, Transporte y Tráfico. Fue el alcalde más joven de la historia del municipio, con solo 31 años.
En la actualidad continúa siendo alcalde de Gáldar, donde ha sido elegido en cinco procesos electorales. Tres de ellos, los de 2015, 2019 y 2023 con mayoría absoluta. En las elecciones municipales de mayo de 2023 obtuvo 19 concejales de 21 posibles en la corporación municipal con el 78,84% de los votos, el porcentaje de apoyo más amplio de todo el Estado en ciudades de más de 20.000 habitantes.
En el año 2025 es presidente de la Mancomunidad de Ayuntamientos del Norte de Gran Canaria, que también presidió en 2015.
En el Cabildo Insular de Gran Canaria ha sido elegido consejero en el mandato 2011-2015, formando parte del grupo político de Nueva Canarias en la oposición. En el mandato 2019-2023 fue elegido nuevamente consejero, ostentando la consejería de Presidencia.
En la actualidad es Vicepresidente segundo del Cabildo Insular de Gran Canaria y consejero de Presidencia y Movilidad Sostenible.